# دابراواتا
دابراواتا (به بلغاری: Dabravata) یک منطقهٔ مسکونی در بلغارستان است که در شهرستان یابلانیتسا واقع شده‌است.